# Escalera a la fama
Escalera a la fama fue un reality show de canto emitido por Canal 13 de Argentina desde el 14 de marzo de 2003 hasta fines de ese año. Conducido por Andy Kusnetzoff. Producto del programa, se conformaron un cuarteto, un dúo, y dos cantantes solistas.
El ganador masculino fue Pablo Cordero, quien grabó un disco y con el dinero obtenido abrió un estudio de grabación, ubicado en el barrio Villa Oeste de la ciudad de Villa Nueva, Córdoba, de la cual es oriundo. Posteriormente fue preparador del equipo de La Sole en el programa La Voz Argentina, y corista en sus shows.
La ganadora femenina fue Luli Pizarro, quien grabó su disco Sobretodo Gris (2004), con temas de su autoría, para EMI, nominado a mejor álbum pop femenino para Los Premios Gardel (2004).
Además, se formaron las bandas Madryn, Gamberro, conformada por Patricio Guevara y Carlos Silberberg, y se lanzó como solista Pipa Mclean.

## Participantes
| Nombre                                  | Edad | Residencia   | Estado                                 | Sent. | Días |
| --------------------------------------- | ---- | ------------ | -------------------------------------- | ----- | ---- |
| Pablo Cordero Carnicero                 | 32   | Villa Nueva  | Hombre Ganador de Escalera a la fama   |       |      |
| Luciana Luli Pizarro Estudiante         | 19   | Buenos Aires | Mujer Ganadora de Escalera a la fama   |       |      |
| Juan Fernández Estudiante universitario | 22   | Ituzaingó    | 2º Lugar Hombres de Escalera a la fama |       |      |
| Anabella Raap Cantante                  | 40   | Buenos aires | 2º Lugar Mujeres de Escalera a la fama |       |      |